# انجمن تبلیغات اسلامی
انجمن تبلیغات اسلامی یک انجمن مذهبی اسلام‌گرای شیعه بود که در فروردین ۱۳۲۱ توسط عطاءالله شهاب پور تأسیس شد. این انجمن در مدت فعالیت از پایگاه‌های بسیار تأثیرگذار و مهم تبلیغات اسلام سیاسی به‌شمار می‌رفت.

## تاریخچه
پیشینۀ انجمن به فعالیت‌های فکری انجمن در مکتب وحدت نوین جهانی در کرمانشاه بازمی‌گردد که در سال ۱۳۱۲ تأسیس شد. شهاب‌پور که با مدرک دکترای حقوق از دانشگاه تهران فارغ‌التحصیل شده‌بود، بعداً به تهران آمد و در فروردین ۱۳۲۱ انجمن تبلیغات اسلامی را تأسیس کرد.
پس از پیروزی انقلاب ایران (۱۳۵۷)، سازمان تبلیغات اسلامی که از زیرمجموعه‌های وزارت فرهنگ و ارشاد اسلامی است متأثر از نام این تشکل ایجاد شد.

## فعالیت‌های انجمن
انجمن تبلیغات اسلامی علاوه بر تهران در شهرستان‌های متعددی نیز دارای شعبه بود. گفته می‌شود که شمار اعضای انجمن در شهرستان‌ها تا ۱۵ هزار نفر می‌رسیده‌است. شعبۀ انجمن به ویژه در مشهد طرفداران زیادی داشت و در تأسیس کانون نشر حقایق اسلامی توسط محمدتقی شریعتی در این شهر بسیار مؤثر بود.
شيخ عبدالله دهش كرماني رياست شعبه كرمان را در حدود يك دهه بر عهده داشت.
انجمن تبلیغات اسلامی مجله‌ای با نام نور دانش به زبان فارسی منتشر می‌کرد که ارگان انجمن به شمار می‌رفت. علاوه بر آن نشریاتی نیز به زبان‌های انگلیسی، فرانسوی و عربی منتشر می‌کرد.

## نام انجمن
عبارت «تبلیغات اسلامی» به خاطر حساسیتی که در آن سال‌ها از طرف برخی از مذهبی‌ها دربارهٔ لزوم شکل‌دهی معقول و منطقی به مسئلهٔ تبلیغ دین اسلام وجود داشت، انتخاب شده‌است.

## اهداف انجمن
تبلیغ دین اسلام و اشاعهٔ توحید در ایران و سایر کشورهای جهان، پیراستن دین از خرافات و پیرایه‌ها، آگاه کردن جوانان و تحصیل کرده‌ها به حقایق دین و فهماندن فواید دین برای سعادت جامعه، اهمیت دینداری برای زندگی فردی و اجتماعی، نشان دادن حقایق اسلام به زبان روز و منطبق بر آخرین کشفیات علمی دنیا، از اهداف تأسیس این انجمن عنوان شده‌است.

## مواضع انجمن
انجمن به وحدت شیعه و سنی و اتحاد جهان اسلام معتقد بود. علاوه بر این به مبارزه با بهائیت نیز می‌پرداخت.
اگرچه اهداف انجمن تبلیغات اسلامی اهدافی فرهنگی عنوان شده‌بود،‌ اما اعضای انجمن در دوران ملی شدن صنعت نفت،‌ به موضع‌گیری سیاسی دست زدند و پس از بروز اختلاف در میان مصدق و کاشانی، به حمایت از ابوالقاسم کاشانی پرداختند.